# Корж, Алексей Александрович
Алексей Александрович Корж (23 апреля 1924 — 1 ноября 2010) — выдающийся советский, украинский врач, ортопед—травматолог. Лауреат Государственной премии СССР, Заслуженный деятель науки УССР, академик РАМН, академик НАН и АМН Украины, доктор медицинских наук, профессор, участник Великой Отечественной войны.

## Биография
Родился 23 апреля 1924 года в селе Оболонь Лубенского округа Полтавской области (Украина). Отец — Корж Александр Михайлович (1895—1988), мать — Корж Мария Дмитриевна (1985—1978). Супруга — Корж Раиса Глебовна (1924—2010). Дети: Корж Николай Алексеевич (1947 г. рожд.), Корж Сергей Алексеевич (1952 г. рожд.). Жил и работал в Харькове (Украина).
В 1951 году окончил Харьковский медицинский институт. В течение многих лет (1951—1996) Алексея Александровича работал в Харьковском научно-исследовательском институте ортопедии и травматологии имени Ситенко, где он прошёл путь от младшего научного сотрудника до директора. Одновременно он руководил клиническим отделом института. С 1955 по 1998 год А. А. Корж преподавал на кафедре ортопедии и травматологии Харьковского института усовершенствования врачей, занимая должности ассистента, доцента, профессора, заведующего кафедрой.
А. А. Корж внес существенный вклад в развитие ортопедии и травматологии как автор, идеолог, руководитель целого ряда направлений. За работы по одному из них — трансплантацию костей и суставов — ему было присуждено Государственную премию СССР в области науки и техники (1977). Другие наиболее важных направлений исследований: функциональное лечение переломов костей, гетеротопический посттравматический остеогенез, регенерация костной ткани, реконструктивно-восстановительная хирургия суставов, сберегательные методы хирургического лечения опухолей костей, разработка и внедрение в клиническую практику керамики, экспресс-протезирование конечностей после ампутации (на операционном столе), экспресс-ортезирование (методика, материалы, конструкции), восстановление опорности конечностей после полиомиелита, регионарная интенсивная терапия для сохранения тяжело поврежденных конечностей (вместо ампутации) и др. Вместе с Б. И. Сименачом он исследовал методологию концептуального моделирования в ортопедии и травматологии на основе системного подхода, изучал происхождение ряда наследственно-предрасположенных заболеваний.
А. А. Корж опубликовал 568 научных трудов, в том числе «Восстановление опорности нижних конечностей» (1984), «Хирургическое лечение заболеваний таза» (1985), «Диспластический коксартроз» (1986), «Керамопластика в ортопедии и травматологии» (1992), «Повреждения костей и суставов у детей» (1994), «Остеопороз» (1996), «Построение теории диспластического наследственно-предрасположенного сколиоза (концептуальное моделирование)» (2002). Он создал 47 авторских свидетельств и патентов.
А. А. Корж — член-корреспондент (1967), действительный член АМН СССР (ныне — РАМН) (1988), академик Национальной академии наук Украины (1992) и АМН Украины (1993), член Международной ассоциации ортопедов-травматологов (SICOT) (1969—2000), президент Харьковского медицинского общества (1972—2002), главный редактор журнала «Ортопедия, травматология и протезирование» (с 1968 года). Удостоен почетного звания Заслуженного деятеля науки УССР (1982), награждён орденами Ленина, Отечественной войны II степени, «Знак Почета», «За мужество» III степени (1999), двумя золотыми медалями ВДНХ СССР (1976), Почетной грамотой Верховного Совета Украины (2002).
Алексей Александрович увлекался автомобилями, театром, любил собирать грибы. Умер 1 ноября 2010 г. в возрасте 86 лет.